# Вибори до Миколаївської обласної ради 2015
Вибори до Миколаївської обласної ради 2015 — вибори депутатів Миколаївської обласної ради, які відбулися 25 жовтня 2015 року в рамках проведення місцевих виборів у всій країні.
Вибори відбулися за пропорційною системою, в якій кандидати закріплені за 64 виборчими округами. Для проходження до ради партія повинна була набрати не менше 5 % голосів.

## Кандидати
Загальна кількість кандидатів у списках — 502
Номери партій у бюлетені подані за результатами жеребкування:
| Номер у бюлетені | Назва                                 | Кількість кандидатів | Перший номер                        |
| ---------------- | ------------------------------------- | -------------------- | ----------------------------------- |
| 1                | УКРОП                                 | 35                   | Сторчеус Віктор Олександрович       |
| 2                | «Наш край»                            | 65                   | Луста Володимир Вікторович          |
| 3                | ВО «Батьківщина»                      | 60                   | Власенко Андрій Володимирович       |
| 4                | Аграрна партія України                | 21                   | Гасюк Анатолій Петрович             |
| 5                | ВО «Свобода»                          | 43                   | Губський Демид Олександрович        |
| 6                | «Відродження»                         | 46                   | Ільюк Артем Олександрович           |
| 7                | «Соціалісти»                          | 10                   | Ціпар Сергій Михайлович             |
| 8                | Партія простих людей Сергія Капліна   | 14                   | Фоміна Ольга Володимирівна          |
| 9                | «Блок Петра Порошенка „Солідарність“» | 64                   | Вадатурський Андрій Олексійович     |
| 10               | Радикальна партія Олега Ляшка         | 48                   | Ногальський Олександр Олександрович |
| 11               | «Опозиційний блок»                    | 64                   | Нечаєв Олександр Ігоревич           |
| 12               | «Нова держава»                        | 32                   | Демченко Тетяна Василівна           |

## Результати
| Місце | Партія                                | % голосів | Кількість голосів | Зміна % 2015 до 2010 | Усього місць |
| ----- | ------------------------------------- | --------- | ----------------- | -------------------- | ------------ |
| 1     | «Опозиційний блок»                    | 22,83 %   | 75 003            | ▼ -18,46 %           | 17           |
| 2     | «Блок Петра Порошенка „Солідарність“» | 20,01 %   | 65 734            | —                    | 15           |
| 3     | «Наш край»                            | 12,88 %   | 42 307            | —                    | 10           |
| 4     | ВО «Батьківщина»                      | 9,64 %    | 31 669            | ▲ +2,12 %            | 7            |
| 5     | УКРОП                                 | 8,54 %    | 28 064            | —                    | 7            |
| 6     | «Нова держава»                        | 5,76 %    | 18 909            | ▼ -3,48 %            | 4            |
| 7     | «Відродження»                         | 5,01 %    | 16 459            | —                    | 4            |
| 8     | Радикальна партія Олега Ляшка         | 4,53 %    | 14 894            | —                    | —            |
| 9     | Партія простих людей Сергія Капліна   | 3,94 %    | 12 942            | —                    | —            |
| 10    | ВО «Свобода»                          | 3,49 %    | 11 472            | ▲ +2,51 %            | —            |
| 11    | Аграрна партія України                | 2,73 %    | 8958              | —                    | —            |
| 12    | «Соціалісти»                          | 0,64 %    | 2112              | —                    | —            |
|       | Усього голосів за партії              | 100 %     | 328 523           |                      | 64           |
|       | Недійсні                              | 4,52 %    | 18 344            |                      |              |
|       | Усього (явка 38,44 %)                 | —         | 346 905           |                      |              |

| Місце                 | Голосів | К-сть депутатів | % у раді |
| --------------------- | ------- | --------------- | -------- |
| 1. «Опозиційний блок» | 75003   | 17 / 64         | 26.56    |
| 2. БПП «Солідарність» | 65734   | 15 / 64         | 23.44    |
| 3. «Наш край»         | 42307   | 10 / 64         | 15.63    |
| 4. ВО «Батьківщина»   | 31669   | 7 / 64          | 10.94    |
| 5. УКРОП              | 28064   | 7 / 64          | 10.94    |
| 6. «Нова держава»     | 18909   | 4 / 64          | 6.25     |
| 7. «Відродження»      | 16459   | 4 / 64          | 6.25     |